# Alternative hip hop
L'alternative hip hop (anche noto come alternative rap) è un sottogenere della musica hip hop. Infatti, pur mantenendo l'utilizzo delle stesse tecniche musicali ed espressive, si caratterizza per contenuti socialmente impegnati, il rifiuto di tutti gli stereotipi dell'hip hop tradizionale, la lontananza dalle major discografiche e le conseguenti influenze artistiche.

## Descrizione
La musica di tale cultura si distingue soprattutto perché gli artisti solitamente non vengono prodotti da major discografiche, spesso per la loro musica caratterizzata da continui esperimenti e per i contenuti delle liriche. Molti artisti underground hanno utilizzato con successo l'hip hop per veicolare contenuti di giustizia sociale, cambiamenti globali e politici, e di coscienza collettiva.
I beat dell'alternative hip hop sono spesso caratterizzati da fusioni di loop campionati da pressoché tutti i generi musicali, e principalmente reggae, jazz, funk, rock e soul, per questo non vengono considerati dei veri e propri rapper dai colleghi.

## Massimi esponenti
Uno degli esponenti maggiori nel rap alternative è stato senza dubbio MF Doom, per quanto riguarda la scena britannica. Altri esponenti sono gli statunitensi Tyler, the Creator e Frank Ocean.